# Thelephora japonica
Thelephora japonica är en svampart som beskrevs av Yasuda 1916. Thelephora japonica ingår i släktet vårtöron och familjen Thelephoraceae.   Inga underarter finns listade i Catalogue of Life.